# La Bruguera (Botarell)
La Bruguera és una muntanya de 478 metres que es troba entre els municipis de Botarell i de Riudecols, a la comarca catalana del Baix Camp.